# Ehemaliges Grubengelände Finkenheerd

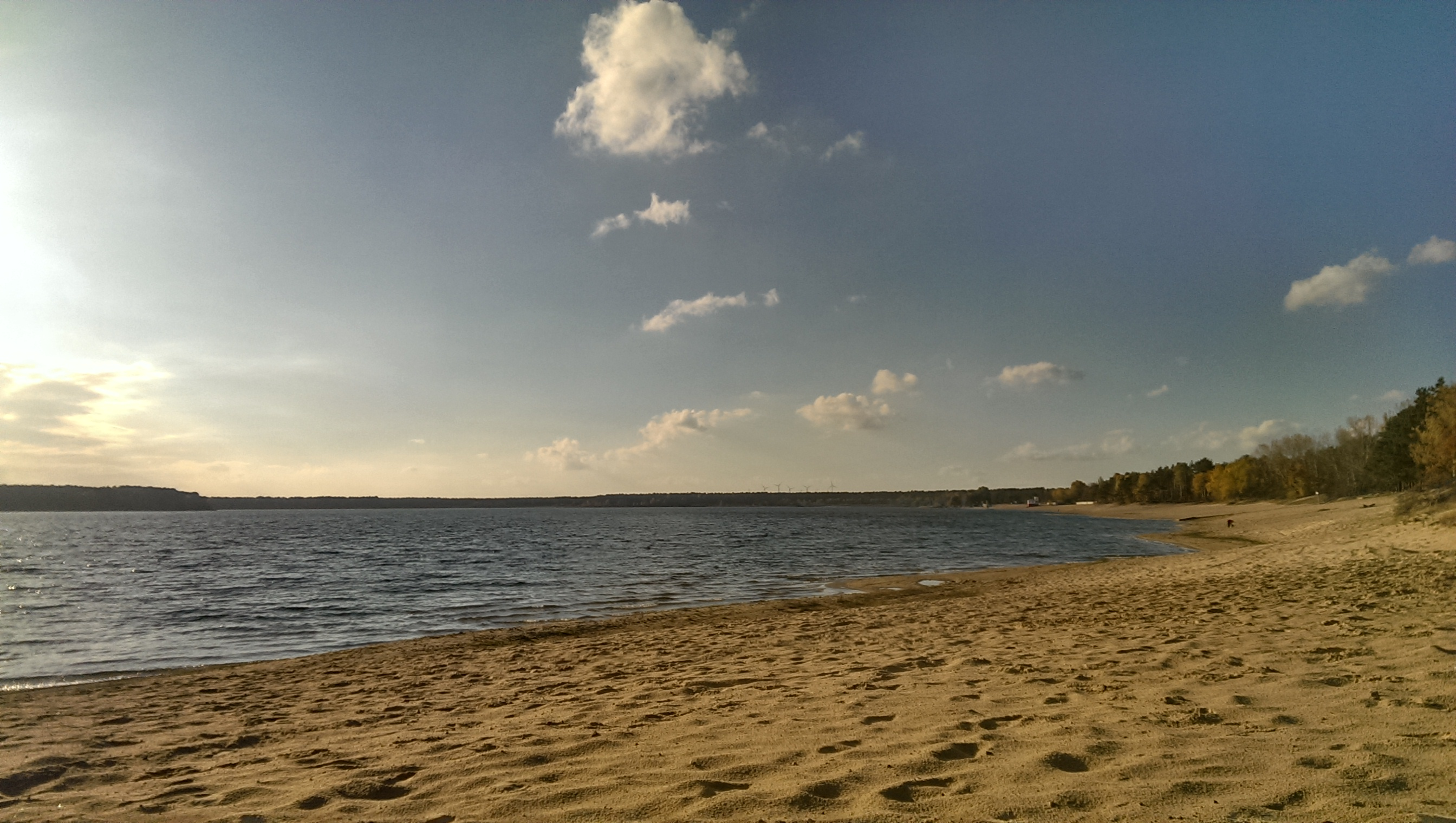
Helenesee

Ehemaliges Grubengelände Finkenheerd – rezerwat przyrody w południowo-wschodniej części Frankfurtu nad Odrą, w dzielnicy Lossow, a także w północnej części gminy Brieskow-Finkenheerd.
Na terenie rezerwatu znajdują się jeziora Helenesee i Katjasee, a także wąwóz Zigeunerkute. Południowo-zachodnią część rezerwatu stanowią lasy: Lossower Freiheide oraz Brieskower Freiheide.